# Infamous (серія відеоігор)
Infamous (стилізована під inFAMOUS) - серія пригодницьких ігор для платформи, розроблена компанією Sucker Punch Productions і видана Sony Computer Entertainment для PlayStation 3 і PlayStation 4. Серія розповідає про пригоди Коула Макграта, Делсін Роу та Ебігейл "Фетч" Вокер, суперсильних "Провідників", які повинні вирішити свою долю і стати або добром, або злом.
Серія складається з трьох основних ігор: Infamous, Infamous 2 та Infamous Second Son, а також доповнень Infamous: Festival of Blood та Infamous First Light. Однойменна серія коміксів була видана видавництвом DC Comics.

## Сюжет
Дія серіалу розгортається в сучасних Сполучених Штатах з реальними та альтернативними версіями реальних міст, наприклад, місце дії Infamous - Емпайр-Сіті, що нагадує Нью-Йорк, а місце дії Infamous 2 - Нью-Маре, що нагадує Новий Орлеан (дія Infamous: Festival of Blood також відбувається в цьому місті). Зрідка згадується Вашингтон, округ Колумбія, а дія Infamous Second Son відбувається в Сіетлі. У серіалі представлені американські урядові установи, такі як ФБР, АНБ і DARPA, а також вигадані для серіалу агентства, такі як Д.О.З (Департамент об'єднаного захисту), агентство, єдиною метою якого є зупинити провідників, яких тепер називають "біо-терористами", від спричинення масових руйнувань, подібних до тих, що були спричинені Коулом Макгратом.

## Ігровий процес
У перших двох іграх гравець керує Коулом Макгратом, у третій - Делсін Роу, а в окремому доповненні First Light - Фетч. Гравець вільно блукає містом, борючись зі злочинністю або створюючи хаос на своєму шляху. Коул і Делсін можуть використовувати свої навички паркуру, щоб стрибати і лазити по будівлях по всьому місту, а також свої здібності, які допомагають їм боротися з ворогами. Їхні сили надходять з датчика, який виснажується щоразу, коли вони використовують різні атаки, і поповнюється, коли вони поглинають електрику, дим, неон, відео або бетон з довколишніх джерел.
Мораль, або "Карма", є основним фактором в ігровому процесі та сюжетній лінії. Гравець може контролювати хід гри, змушуючи Коула і Делсіна використовувати свої здібності на добро чи зло. Вибір дозволяє гравцеві мати різну суміш здібностей, оскільки як добро, так і зло мають свій власний набір сил. У грі також використовується лічильник карми, який змінюється на основі дій головного героя протягом гри і визначає, чи стане він зрештою добрим чи злим персонажем.

## Ігри

### Основна гра
| Гра                         | Середня оцінка Metacritic |
| --------------------------- | ------------------------- |
| Infamous                    | 85/100                    |
| Infamous 2                  | 83/100                    |
| Infamous: Festival of Blood | 78/100                    |
| Infamous Second Son         | 80/100                    |
| Infamous First Light        | 73/100                    |

- Infamous - перша гра серії, що вийшла у 2009 році і отримала позитивні відгуки. Гра розповідає про Коула Макграта, велосипедного кур'єра, який отримав свої електричні надздібності після того, як пережив великий вибух в Емпайр-Сіті, спричинений пакунком, що містив Променеву Сферу, яку він перевозив. Променева сфера - це об'єкт величезної сили, оскільки вона здатна поглинати енергію людей навколо користувача і передавати її самому користувачеві, роблячи його надзвичайно могутнім ціною тисяч життів. Після вибуху місто було закрите урядом на карантин, що призвело до того, що організовані злочинні угруповання в місті захопили контроль над Емпайр-Сіті у місцевої влади. Гра розповідає про подорож Коула, який намагається здобути Променеву Сферу, щоб втекти з карантину в рамках угоди, яку він уклав з агентом ФБР під час своєї невдалої спроби втечі на початку гри. Зрештою Коул отримує Променеву Сферу, і гравцеві надається вибір: знищити її або використати. Незалежно від вибору, Коул врешті-решт зіткнеться віч-на-віч з Кесслером, лідером "Перших синів", організованого злочинного угруповання міста, яке захопило контроль над містом після карантину. Кесслер викликає Коула на дуель, і після смертельного поранення Кесслера з'ясовується, що він насправді є версією Коула з майбутнього в альтернативній часовій лінії. Кесслер розкриває свій мотив подій протягом гри, розповідаючи Коулу, що він готував Коула до майбутньої битви проти істоти, відомої як "Звір", яка зруйнувала світ Кесслера. Він запустив події гри, наказавши побудувати Променеву Сферу і передавши її Коулу, щоб той спричинив вибух. Гра закінчується, коли Кесслер помирає, а Коул проголошує: "Коли прийде час, я буду готовий".
- Infamous 2 - друга гра серії, що вийшла в червні 2011 року. Дія гри розгортається через місяць після подій першої гри, і в Infamous 2 знову розповідається про пригоди Коула, який після подій першої гри тікає до міста Нью-Маре, щоб підготуватися до майбутньої битви зі "Звіром", могутньою істотою, яка знищила Емпайр-Сіті та більшу частину східного узбережжя США. Нью-Маре був місцем будівництва Променевої Сфери і місцем, де Коул вірить, що знайде більше відповідей на події першої гри. Однак місто було захоплене Ополченням, яке контролюється впливовим промисловцем, а в місті лютують істоти, відомі як корумповані, які стали мутованими лідером Ополчення. Мета Ополчення - не допустити до міста нікого мутованого або з надздібностями, до яких, на жаль, належить і Коул. Тому він повинен перетнути місто, борючись як проти Ополчення, так і проти Корумпованих, щоб дізнатися більше про Кесслера, Променеву Сферу та "Звіра".
- Infamous: Festival of Blood  - це додаткова історія для гри Infamous 2, яку можна завантажити. Дія гри відбувається під час подій основної гри, в якій Зік розповідає привабливій жінці в барі історію про те, що трапилося з Коулом у Ніч Вогню. Коул спускається під собор Святого Ігнатія, де його кусає вампір, і у нього є лише час до ранку, щоб вбити вампіра, який його вкусив, Криваву Мері, інакше він назавжди стане її рабом. Гра відбувається протягом всієї ночі, і вводить в гру нові елементи, такі як політ. Користувацький контент (UGC) залишився, але доступ до UGC з Infamous 2 і навпаки неможливий. Система карми була замінена на лічильник крові, який заповнюється, коли Коул п'є кров цивільних або вампірів, яких саджають на кіл. Спочатку гра була оцінена ESRB як "Доросла" через велику кількість крові, яку згодом було скорочено до мінімуму, що дало їй підлітковий рейтинг. Гра вийшла 25 жовтня 2011 року і була бестселером PlayStation Network аж до запуску Journey.
- Infamous Second Son - третя гра серії, що вийшла 21 березня 2014 року. Дія гри розгортається через сім років після подій Infamous 2, і в ній з'являється новий персонаж, Делсін Роу, художник графіті, який поглинає силу з інших провідників. Після зустрічі з Генрі "Хенком" Доутрі він поглинає димову та вогняну силу Хенка. Інший головний провідник, Августина, нападає на жителів рідного міста Делсіна, що змушує Делсіна і його брата Реджі вирушити до Сіетла, щоб знайти Августину, поглинути її бетонну силу і врятувати акомішів вдома.
- Infamous First Light - це окреме доповнення до Second Son, випущене 26 серпня 2014 року. Дія гри розгортається за два роки до подій Second Son і розповідає історію Ебігейл "Фетч" Вокер та її неонових здібностей. Фетч потрапила в аварію зі своїми здібностями, яка змінила її життя, зненавидівши наркодилера Шейна за те, що той обдурив її. Через це її ув'язнили у в'язниці Кердан Кей, де її тренувала Брук Августин, щоб вона могла "навчитися контролювати" свої сили. Під час тренувань вона тікає і вирушає на пошуки Шейна.

### Ігри для веббраузерів
- Infamous: Precinct Assault - це браузерна флеш-гра. Вона була випущена в 2009 році для просування першої гри серії, Infamous. Це 2D-платформер з бічною прокруткою, що грається від третьої особи. На відміну від основних ігор, гравці повинні вибрати, чи хочуть вони використовувати свої сили на зло чи на добро перед початком гри. Гра складається з трьох рівнів.
- Infamous: Anarchy - це гра-спін-офф для Facebook, випущена разом з Infamous 2. Гра дозволяє гравцям створювати власний аватар, будувати власне місто, допомагати друзям розширювати їхні міста, битися з ворожими гравцями тощо. Згодом гру було оновлено, і в ній з'явилося більше можливостей, таких як створення скріншотів та змагання між гравцями. Коли гравці досягають невідомого критерію, вони отримують код, який можна використати для розблокування додаткових предметів у Infamous 2.

### Колекція Infamous
Колекція Infamous - це збірка ігор Infamous, Infamous 2 та Infamous: Festival of Blood, об'єднаних разом як частина лінійки PlayStation Collections від Sony для PlayStation 3. Ця колекція, а також God of War Saga та Ratchet & Clank Collection стали першими релізами в лінійці Sony, що вийшли 28 серпня 2012 року в Північній Америці. Ігри мають ті ж особливості, що і їхні оригінальні релізи. Окрім ігор, колекція містить бонусний контент, включаючи додаткові місії, а також додаткові костюми персонажів, бонуси та стилі зброї.

### Інші появи
На серію посилається гра Astro's Playroom для PlayStation 5, в якій один з роботів, одягнений як Коул, імітує його здатність до індукційного шліфування.

## Інші медіа

### Комікси
Комікс "Infamous" - це односерійний комікс, що вийшов у березні 2011 року і був опублікований DC Comics спільно з видавництвом Sucker Punch одночасно з виходом другої гри в 2011 році. Дія коміксів відбувається між подіями першої та другої гри, показуючи, як Коул тікає з Емпайр-Сіті до Нью-Маре. Серія коміксів була написана Вільямом Гармсом і намальована Еріком Нгуєном, а також включає обкладинки, намальовані Дагом Манке. Графічний роман під назвою Infamous: Post Blast був випущений на IGN, в якому зображені події, що передують подіям Infamous. Наразі існує чотири комікси, кожен з яких присвячений Коулу Макграту та Джону Вайту. Історія коміксів розгортається між "Вступом" і "Першим Поглядом".

### Фільм
У 2009 році компанія Sony обрала сценариста Шелдона Тернера для екранізації Infamous, уклавши угоду з семизначною сумою. Брати Арі та Аві Арад були найняті продюсерами, а керівники Sony Метт Толмах та Джонатан Кадін - менеджерами студії. Тернер сказав Голлівуд-репортер, що він був у захваті від того, що гра мала "велику ідею та арку персонажів", яка, на його думку, була "майбутнім ігор". Він вважав, що гра була по суті "любовною баладою для невдах". Станом на 2022 рік жодних оновлень щодо екранізації не було зроблено.